# Église protestante de Kanaky Nouvelle-Calédonie
L'Église protestante de Kanaky Nouvelle-Calédonie (EPKNC), dénommée jusqu'en 2013 Église évangélique en Nouvelle-Calédonie et aux îles Loyauté (EENCIL), d'origine calviniste, est la principale église protestante historique en Nouvelle-Calédonie. Elle est membre de la Communion mondiale d'Églises réformées (et, avant sa création en 2010, de l'Alliance réformée mondiale), du Conseil œcuménique des Églises, de la Conférence des Églises du Pacifique et de la Cevaa - Communauté d'Églises en Mission.
Elle compte environ 40 000 membres, et est très importante au sein de la communauté Kanak de l'archipel, et est issue des deux principales missions protestantes venues au XIXe siècle pour évangéliser les populations autochtones : la London Missionary Society britannique et la Société des missions évangéliques de Paris française. Elle est organisée en quatre régions (Grande Terre, Nengone, Drehu Toka node et Iaai), 18 consistoires et 95 paroisses.

## Historique
Les deux premiers missionnaires installés en Nouvelle-Calédonie sont deux missionnaires polynésiens Samoans de la London Missionary Society, Noa (Noé) et Taniela (Daniel), arrivés sur l'île des Pins en 1840, trois ans avant l'arrivée des premiers missionnaires catholiques à Balade, au nord-est de la Grande Terre. Le navire de la LMS, le Camden, dépose deux autres pasteurs à Yaté, au sud-est de la Grande Terre. Si les évangélisateurs sont accueillis plus ou moins bien par les clans locaux, ceux-ci finissent par être convertis.
Toujours en 1840, Taniela et un autre prédicateur polynésien, Tataïo, sont envoyés aux îles Loyauté, sur l'île de Maré. L'année suivante, un tongien récemment arrivé sur l'île, Fao, est envoyé à Lifou où il est à l'origine de la fondation du foyer Bethany, première école pastorale de l'archipel d'où sortent les premiers natas (pasteurs en nengone) et hna'miatr (pasteur en drehu) Kanak formés afin d'aider à l'évangélisation d'Ouvéa et de la Grande Terre, voire dans les autres îles du Pacifique tels que les Nouvelles-Hébrides (actuel Vanuatu) ou les Îles du détroit de Torrès et la Papouasie-Nouvelle-Guinée, prêchant de manière itinérante en passant de tribu en tribu.
Après le départ en 1842 des pasteurs Slatyer et Buzacott, et du premier Taniela, seulement sept missionnaires indigènes sont laissés, et plutôt abandonnés, pendant trois ans, d'abord par défaut de bateau, et avec beaucoup d'inquiétude, jusqu'à l'arrivée en 1845 des pasteurs Murray et Turner :
- Touaourou : Ta'Unga, Teura, Noa,
- Maré : Tataio, Taniela (de Pago-Pago),
- Lifou : Fao, Zakaria.

Le succès de l'évangélisation protestante en Nouvelle-Calédonie s'explique par la bonne connaissance des pasteurs du mode de fonctionnement coutumier, des coutumes et cultures locales, les missionnaires de la LMS étant les premiers à fournir des études de type ethnologiques sur les sociétés et langues kanak (l'apprentissage de ces dernières étant importante pour une Église réformée donnant une grande importance à la prédication dans la langue des fidèles, la première traduction de la Bible en langue étant une version en drehu du Nouveau Testament produite par le pasteur Samuel Macfarlane à Lifou dès les années 1860).
Après la prise de possession par la France en 1853, les autorités coloniales tentent de favoriser l'implantation du catholicisme au détriment des missions de la LMS, jugées comme les agents de l'Empire britannique. Il en résulte ce qui est parfois appelé dans l'historiographie locale les « guerres de religion » aux îles Loyauté. Si les tentatives de convertir les tribus protestantes au catholicisme sont vite abandonnées, les pasteurs locaux doivent bientôt couper leurs liens avec la LMS et faire appel à la Société des missions évangéliques de Paris. L'un des plus importants missionnaires protestants français, connu notamment pour ses travaux ethnologiques sur les tribus kanak dans la région de Houaïlou, reste le pasteur Maurice Leenhardt, arrivé pour la première fois en Nouvelle-Calédonie en 1902 pour y fonder la mission Do Neva (signifiant le « vrai pays » en langue Ajië) à Houaïlou, sur la côte est de la Grande Terre, point de départ de l'enseignement primaire et secondaire protestant dès l'année suivante. Il est notamment le fondateur de la Société des océanistes en 1926 et des premiers enseignements en langues océaniennes à l'École des langues orientales à partir de 1944.
Le protestantisme en Nouvelle-Calédonie est resté, à l'instar des missions catholiques, fortement lié aux mouvements de revendication identitaires Kanak, et les deux premiers partis créés pour représenter les Mélanésiens en politique après l'abandon du code de l'indigénat en 1947 sont ainsi confessionnels : l'Union des indigènes calédoniens amis de la liberté dans l'ordre (UICALO) catholique de Rock Pidjot et l'Association des indigènes calédoniens et loyaltiens français (AICLF) protestante du pasteur Charlemagne et de Doui Matayo Wetta. Ces deux mouvements seront à l'origine de l'Union calédonienne, principale force politique locale de tendance autonomiste des années 1950 aux années 1970 et aujourd'hui l'un des principaux éléments du FLNKS indépendantiste. Aujourd'hui, environ les deux tiers de la population mélanésienne se réclame du protestantisme. Quatre langues vernaculaires sont reconnues comme « évangélisatrices » et donc utilisées dans la liturgie : l'ajië sur la Grande Terre, le drehu à Lifou, le nengone à Maré, le toka node à Tiga et l'iaai à Ouvéa.
Ces missions se sont structurées à partir de 1958 en Églises ayant le statut d'associations de type 1901, et en premier lieu l'Église évangélique en Nouvelle-Calédonie et aux îles Loyauté, dite aussi « Église majoritaire » (près de 70 % des protestants néo-calédoniens), d'inspiration réformée, et son pendant éducatif, l'Alliance scolaire de l'Église évangélique (ASEE). L'EENCIL tient son premier synode à la mission de Do Néva, à Houaïlou, du 24 au 27 juillet 1958. Elle devient totalement indépendante de la Société des missions évangéliques de Paris en 1960.

## Convictions
La vision de l'EENCIL devenu l'EPKNC a été résumée lors de son synode de 2002 comme une « Église unie dans la diversité dans le but de témoigner fidèlement de la mission de Dieu, ici et partout ».

### Dogmes et liturgie
Elle défend les règles fondamentales du protestantisme que sont : Sola gratia (« Par la grâce seule », avec la croyance en la prédestination calviniste), Sola fide (« Par la foi seule »), Sola scriptura (« Par l'Écriture seule »), et l'attachement au sacerdoce universel en n'établissant pas de médiation entre le fidèle et Dieu.
Elle ne reconnaît que deux sacrements : le baptême et la cène. Elle prêche en cinq langues : le français et quatre langues kanak (l'ajië, le drehu, le nengone et l'iaai).

### Déclaration de foi
« Dans la communion de l’Église universelle, l’Église protestante de Kanaky Nouvelle-Calédonie (EPKNC) affirme la perpétuité de la foi chrétienne à travers le symbole des Apôtres, et elle en trouve la source dans la révélation centrale de l’Évangile : « Dieu a tellement aimé le monde qu’Il a donné son Fils unique, afin que quiconque croit en Lui ne périsse point, mais qu’il ait la vie éternelle. »
Avec ses Pères et ses Martyrs, avec toutes les Églises issues de la Réforme, elle affirme l’autorité souveraine des Saintes Écritures telles que la fonde le témoignage intérieur du Saint-Esprit, et reconnaît en elles la règle de la foi et de la vie.
Elle proclame devant la déchéance de l’homme, le salut par grâce, par le moyen de la foi en Jésus-Christ, Fils unique de Dieu, qui a été livré pour nos offenses et qui est ressuscité pour notre justification.
Elle met, à la base de son enseignement et de son culte, les grands faits chrétiens affirmés dans l’Évangile, représentés dans ses sacrements, célébrés dans ses solennités religieuses et exprimés dans sa liturgie.
Pour obéir à sa divine vocation, elle annonce au monde pécheur l’Évangile de la repentance et du pardon, de la nouvelle naissance, de la sainteté et de la vie éternelle.
Sous l’action du Saint-Esprit, elle montre sa foi par ses œuvres : elle travaille dans la prière au réveil des âmes, à la manifestation de l’unité du corps du Christ et à la paix entre les hommes.
Par l’évangélisation, par l’œuvre missionnaire, par la lutte contre les fléaux sociaux, elle prépare les chemins du Seigneur jusqu’à ce que viennent, par le triomphe de son Chef, le Royaume de Dieu et sa justice.
À Lui soit la gloire,
Dans l’Église et en Jésus-Christ,
De génération en génération, aux siècles des siècles !
Amen ! »  

### Liens avec la politique
Beaucoup des leaders politiques mélanésiens sont issus de l'enseignement confessionnel, et notamment de la sphère missionnaire protestante. L'EENCIL s'est engagée très tôt dans le combat politique puis qu'elle a pris position pour l'indépendance dès 1979. De plus en plus de voix en son sein mettent néanmoins de plus en plus en garde les autorités synodales contre un positionnement trop marqué.
Toutefois, cet engagement indépendantiste est régulièrement réaffirmé, y compris par l'utilisation de symboles du nationalisme kanak : le drapeau dit « Kanaky » ou « indépendantiste » ou « du FLNKS » est officiellement adopté par l'Église en 2007 et, lors de son 73e synode tenu à Lifou du 14 au 18 août 2013, elle change son nom pour y intégrer l'appellation de Kanaky donné par les indépendantistes à l'État souverain qu'ils espèrent établir. Cette décision est vivement critiquée dans la camp non-indépendantiste, notamment par des personnalités kanak de confession protestante. L'ancien sénateur Simon Loueckhote, président fondateur du Mouvement de la diversité (LMD) et de « L'autre voix(e) » (association politique souhaitant réunir les Mélanésiens favorables au maintien de la Nouvelle-Calédonie dans la France, quelle que soit leur appartenance partisane), « dénonce l'utilisation de l'Église évangélique à des fins politiciennes au service d'une seule cause et rappelle que la Nouvelle-Calédonie n'a pas encore changé de nom [...]. L'Église évangélique n'a pas vocation à initier ce changement de nom. Seule une démarche consensuelle voulue par les acteurs légitimes et leurs institutions peut décider du changement de nom de la Nouvelle-Calédonie. ». Le linguiste et élu du parti Calédonie ensemble Léonard Sam déclare pour sa part : « Je trouve qu'à travers cette résolution, l'Église protestante outrepasse sa mission, comme celle de toute église chrétienne qui est celle d'annoncer le Christ et de lui rendre témoignage. »[réf. souhaitée]

## Fonctionnement
Elle est organisée selon le système presbytérien synodal.

### Le Synode général
Elle est dirigée par un Synode général annuel, constitué de 59 membres et qui comprend :
- les 21 membres du Conseil exécutif et les quatre trésoriers des régions,
- les 24 délégués (10 pasteurs et 14 laïcs) élus par les quatre synodes régionaux :
  - 9 pour la Grande Terre dont 4 pasteurs et 5 laïcs,
  - 7 pour Lifou dont 3 pasteurs et 4 laïcs,
  - 5 pour Maré dont 2 pasteurs et 3 laïcs,
  - 3 pour Ouvéa dont 1 pasteur et 2 laïcs,
- les 7 représentants de l'ASEE, élus par les synodes régionaux sur des listes présentées par l'Alliance scolaire :
  - 2 pour la Grande Terre,
  - 3 pour Lifou,
  - 1 pour Maré,
  - 1 pour Ouvéa,
- les 3 responsables de chacune des activités de l'EPKNC : le groupe des femmes, le groupe des jeunes et le Témoignage chrétien pour l’animation rurale et l’évangélisation (TECARE).

### Il assure la gestion quotidienne de l'Église, et est composé de18 membresdont7 membresde droit
4 présidents de région, le directeur du centre de formation pastorale et théologique de bethanie  
le directeur de l'ASEE, 
le président du DEMI : Département des ministères) et 15 membres élus par le synode pour trois ans, soit :
- les 5 membres du bureau :
  - le président de l'Église, forcément un pasteur, en 2018 le pasteur Kaemo VAR HÖCË,
  - le vice-président, pasteur ou laïc, qui remplace le président en cas d'empêchement mais ne siège pas sinon au sein du bureau, BERONON Karyl
  - le secrétaire général, forcément un pasteur, actuellement la pasteure Roselene Wadrobert qui succède au pasteure Marie-Claire Kaemo qui n'a pu être réélue au synode de Titch Poum 2022. A noter que c'est le premier pasteur(e) qui au sein du poste de SG n'a pas fait deux mandat.
  - le trésorier général, forcément un laïc, actuellement Olivier HOUDARD.
  - l'animateur théologique général, Pasteur Hnaweongo Weo

- les 6 représentants des régions :
  - 6 laïcs (2 pour la Grande Terre, 2 pour Lifou, 1 pour Ouvéa et 1 pour Maré),

### Circonscriptions

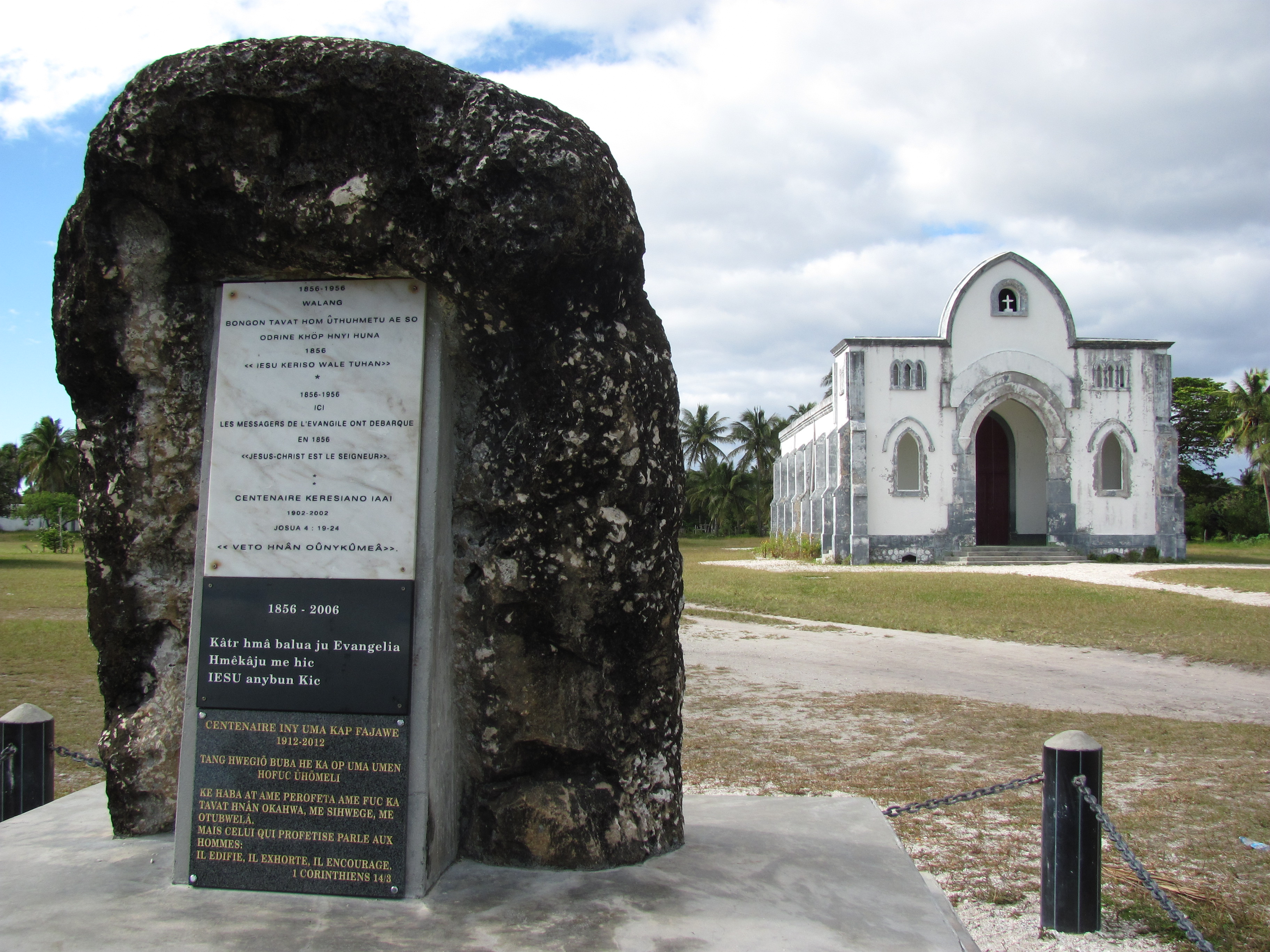
Temple protestant à Fayaoué, Ouvéa

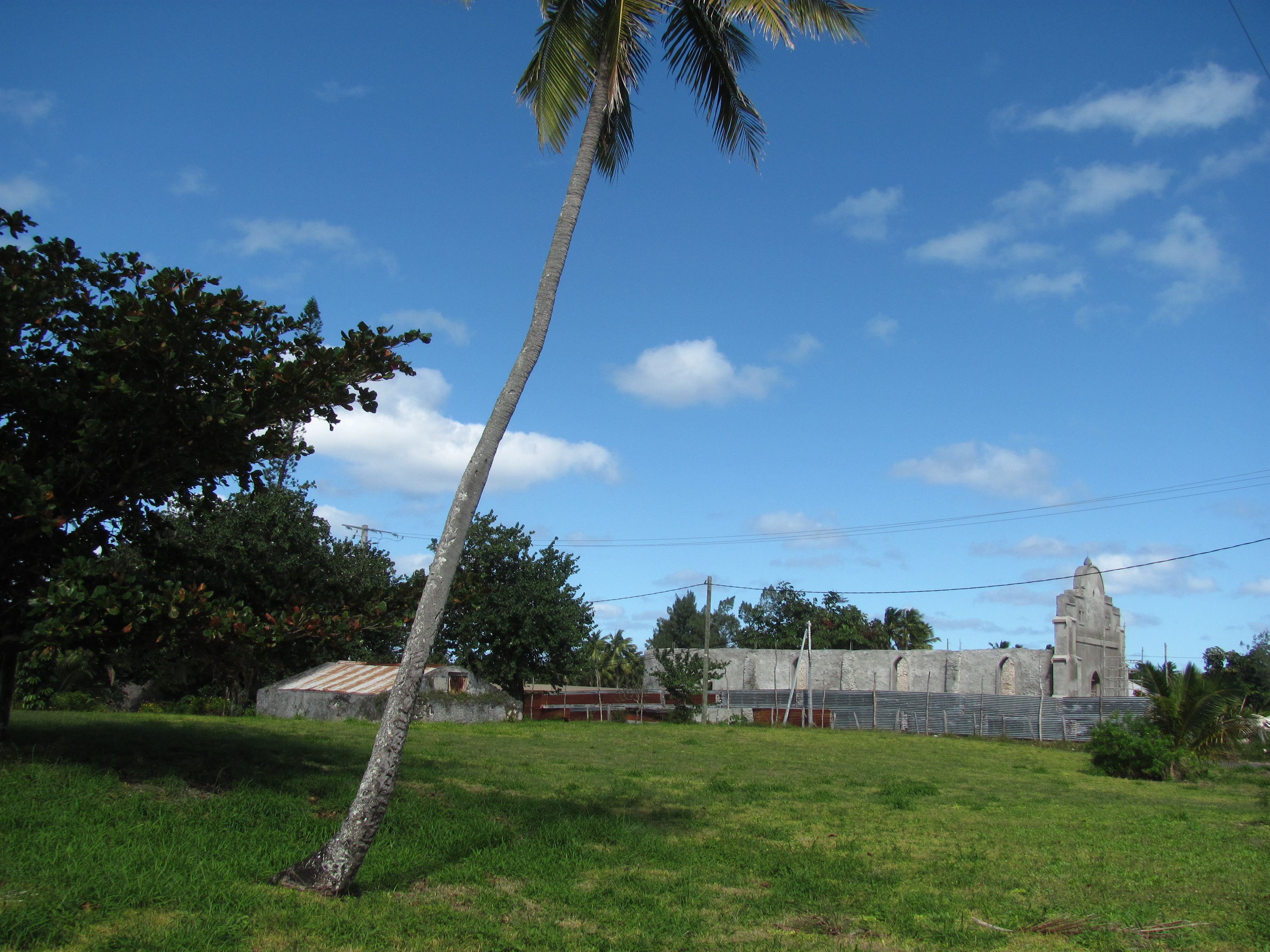
Temple protestant à Banoutr, Ouvéa

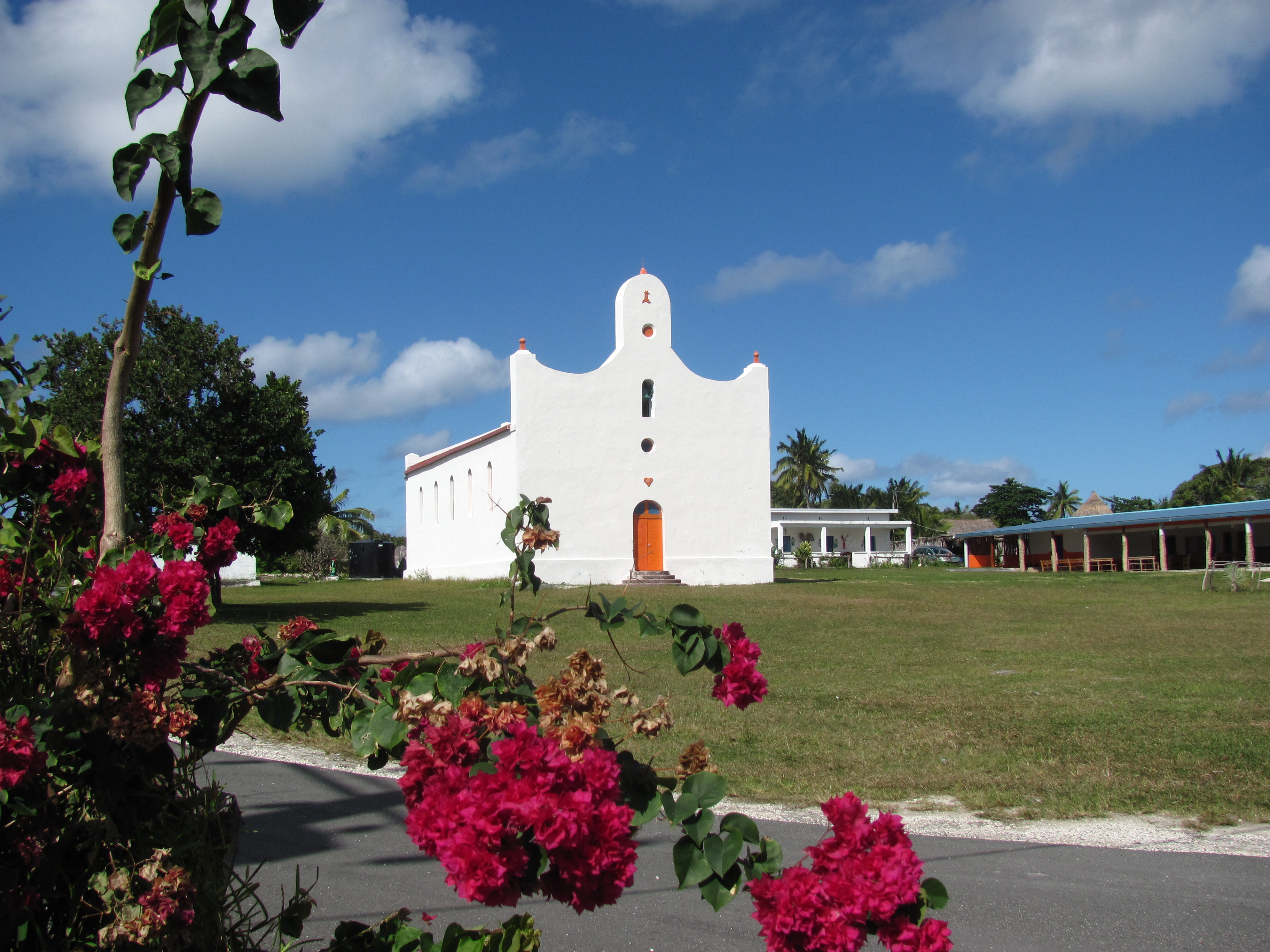
Temple protestant à Wadrilla, Ouvéa

L'EPKNC divise le territoire néo-calédonien en quatre régions, elles-mêmes subdivisées en dix-huit consistoires et quatre-vingt-quatorze paroisses. Chaque région dispose d'un synode régional, ou Yunian, qui élit ses représentants au sein du synode général et un conseil exécutif régional, présidé par un pasteur, chargé d'administrer la région et d'aider les paroisses (ou églises locales) à « vivre ensemble leur foi et leur témoignage ». De même, chaque consistoire dispose d'un conseil consistorial et d'un bureau, et chaque paroisse d'un conseil presbytérien présidé par le pasteur.
Région Grande Terre
Il est présidé par le pasteur Christian Taoivama, sur Doneva Houailou sur la côte est. Elle comprend huit consistoires et quarante-deux paroisses.
- Consistoire de Nelemwa Pum (Poum à l'extrémité nord) : 5 paroisses (Xiic, Cavet, Yejevane, Taalo, Yaadé).
- Consistoire de Xoumac - Gomen - Yhabe (Koumac et Kaala-Gomen sur la côte ouest, et Pouébo sur la côte est) : 5 paroisses :
  - 1 à Koumac : Wanac I,
  - 3 à Kaala-Gomen : Païta, Gamaï et Wemou,
  - 1 à Pouébo : Yhabé,
- Consistoire de Khôôné (Voh et Koné sur la côte ouest) : 5 paroisses :
  - 4 à Koné : Bopope, Noelly, Bako et Néaolê,
  - 1 à Voh : Ouéllisse,
- Consistoire de Poya - Bourail (Poya et Bourail sur la côte ouest) : 2 paroisses :
  - 1 à Poya : Népou,
  - 1 à Bourail : Pothé,
- Consistoire de Poindïwimïa - Pouarairiwa - Touho (Ponérihouen, Poindimié et Touho sur la côte est) : 12 paroisses :
  - 6 à Ponérihouen : Goa, Goyetta, Embouchure, Newetta, Monéo et Tchamba,
  - 3 à Poindimié : Wiido, Bayes et Tibarama,
  - 3 à Touho : Pombéi, Tengenpaik et Poyes,
- Consistoire de Waawîlû (Houaïlou sur la côte est) : 6 paroisses (Gouareu, Do Néva, Gondé, Parawié, Boreareu et Waraï),
- Consistoire de Kanala - Lafoa - Kouaoua (Canala et Kouaoua sur la côte est, Sarraméa dans la Chaîne centrale) : 5 paroisses :
  - 3 à Canala : Méhoué, Gélima et Néxo,
  - 1 à Kouaoua : Amon-Kassiori,
  - 1 à Sarraméa : Grand Couli,
- Consistoire de Nouméa (côte ouest) :1 Paroisse Montravel en effet la paroisse du vieux temple à la suite d'une dispute avec l'église, a fondé sa propre église. Donc elle ne fait plus partie de l'EPKNC. L'Eglise n'a pas su maintenir un dialogue avec cette ex-paroisse du consistoire de Nouméa ).

Région Drehu (Lifou)
Il est présidé par le pasteur Öhnyingazo HNASSON, de la paroisse de Luecilla dans le consistoire de Gaica. Elle comprend trois consistoires, qui correspondent aux trois districts coutumiers, et vingt-sept paroisses.
- Consistoire du Wetr (du district du même nom, dans le nord de l'île de Lifou) : 11 paroisses (Ciolé, Nang, Kumo, Xépénéhé, Siloam, Mucaweng, Jokin, Hnacaom, Hnanemuetra, Tingenting et Luecila),
- Consistoire de Gaïtcha (du district du même nom, dans le centre et l'ouest de l'île de Lifou) : 4 paroisses (Qanono, Hapetra, Dueulu et Wédrumel),
- Consistoire de Lössi (du district du même nom, dans le sud de l'île de Lifou et l'île de Tiga) : 12 paroisses (Xodre, Mou, Louengöni, Hnaeu, Jozip, Traput, Thuahaik, Hmelek, Kejeiny, Hnadro, Hunoj et Tixa).

Région Nengoné (Maré)
Il est présidé par le pasteur GOLESHA Sarengom René, de la paroisse de Atha dans le consistoire de TAWAINEDR. Elle comprend quatre consistoires et dix-neuf paroisses.
- Consistoire de Nécé (le sud du district de Guahma et le nord du district de Tadine, soit l'ouest de l'île) : 6 paroisses (Nécé, Padawa, Mebuet, Tadine, Tuo et Tarémène),
- Consistoire de Rôh (le nord du district de Guahma et de l'île) : 6 paroisses (Rôh, Ténane, Ménaku, Cadralo, Hnawayac et Wakuarori),

Dans la région nengone les deux consistoires de Guahma connaissent des difficultés avec l'Eglise. Elles sont donc à mi-chemin dans et hors de l'église.
- Consistoire de Tawainèdre (le district du même nom ainsi que ceux de Pénélo et de La Roche, soit l'est de l'île) : 4 paroisses (Tawainèdre, Wakoné, Atha et Céréthé),
- Consistoire de Wabao (le district du même nom ainsi que celui d'Eni et le sud de celui de Tadine, soit le sud de l'île) : 3 paroisses (Wabao, Cengeité et Eni).

Région Iaai (Ouvéa)
Il est présidé par le pasteur Maurice WANAKHAME, de la paroisse de Wakaac dans le consistoire Sud. Elle comprend trois consistoires et six paroisses.
- Consistoire de Fajawë - Wakat (le sud du district de Fayahouë, dans le centre-sud de l'île) : 2 paroisses (Wakac et Fajawë),
- Consistoire de Banoutr - Hnyimëhë (le centre du district de Fayahouë, dans le centre-nord de l'île) : 2 paroisses (Banoutr et Nyimëhë),
- Consistoire de Hwadrilla - Gossanah (le nord du district de Fayahoué et celui d'Imone, dans le nord de l'île) : 2 paroisses (Wadrilla et Gossanah).

### Ministères et formation pastorale
L'Église forme ses ministres (pasteurs, évangélistes, animateurs bibliques et aumôniers) dans le Centre de formation pastoral et théologique de Béthanie (CFPTB), situé à Xépénéhé sur Lifou, sur les terres du chef WAEHNYATI Siwelë Noël, coutumier de haut rang sur l'ile de Drehu et dans le district de Wetr, la chefferie Waehnya sont aussi des grands pilier dans l'èglise et dans l'evangelisation de Lifou depuis le XIXe siècle". Après quatre ans d'études en théologie, les candidats sont recrutés par le département des ministères (DEMI), constitué de 10 pasteurs élus par le synode général, et les accompagne pendant une période probatoire de deux, le « proposanat », pendant laquelle il juge des qualités du candidat au ministère.
L'EPKNC compte en 2006 soixante-dix-sept ministres.

#### Premiers prêtres indigènes
Il apparaît très vite que l'efficacité de la catéchèse passe par l'intervention d'Océaniens dans une langue proche. C'est le rôle des natas, auxiliaires prédicateurs.
Le  dikona est un diacre protestant.
Les premiers pasteurs protestants indigènes sont :

### Relations extérieures
Elle a, en commun avec d'autres Églises, un Service protestant de mission (le Défap), qui entretient le lien de solidarité et de mission commune avec d'autres Églises, notamment l'Église réformée de France et des Églises réformées africaines et océaniennes, principalement issues de l'ancienne Société des missions évangéliques de Paris.
Ses membres sont engagés avec ceux des autres Églises protestantes au sein de nombreux mouvements, œuvres et associations, membres comme elle de l'Alliance réformée mondiale, du Conseil œcuménique des Églises, de la Conférence des Églises du Pacifique ou de la Cevaa - Communauté d'Églises en Mission.